# Organ (anatomija)
Organ je grupa lokalizovanih i organizovanih tkiva, koja obavljaju specifičnu funciju ili grupu funkcija. Naziv potiče od grčke reči organon, odnosno latinske reči organum, koje znače oruđe. Grupa organa koji su međusobno fizički ili funkcionalno povezani naziva se sistem organa. Život biljaka i životinja se oslanja na mnoge organe koji koegzistiraju u sistemima organa.
Organi se sastoje od glavnog tkiva, i u tkivu su ćelije, parenhime i sporadična tkiva, strome. Glavno tkivo je jedinstveno za specifični organ, poput miokarda, glavnog tkiva srca, dok sporadična tkiva uključuju živce, krvne sudove i vezivno tkivo. Glavna tkiva koja čine organ obično imaju zajedničko embriološko poreklo, kao što su ona koja potiču iz istog klicnog lista. Funkcionalno povezani organi često sarađuju u formiranju celih organskih sistema. Organi postoje u većini višećelijskih organizama. U jednoćelijskim organizmima kao što su bakterije, funkcionalni analog organa je poznat i kao organela. U biljkama postoje tri glavna organa. Šuplji organ je unutrašnji organ koji formira šuplju cev ili torbicu poput želuca, creva ili bešike.
U studiji anatomije, termin viscus se odnosi na unutrašnji organ. Viscera je množinski oblik. U ljudskom telu je identifikovano sedamdeset i devet organa.

## Struktura

### Tkivo
U biologiji, tkivo je ćelijski organizacioni nivo između ćelija i kompletnih organa. Tkivo je skup sličnih ćelija i njihov vanćelijski matriks istog porekla koji zajedno obavljaju određenu funkciju. Organi se formiraju funkcionalnim grupisanjem više tkiva.
Ispitivanje ljudskog i životinjskog tkiva poznato je kao histologija ili, u kontekstu bolesti histopatologija. Za biljke se ova disciplina naziva morfologija biljaka. Klasični alati za proučavanje tkiva uključuju parafinski blok (agarozni gel se često koristi kod biljaka) u koji se tkivo ugrađuje i zatim secira, histološku mrlju i optički mikroskop. U poslednjih nekoliko decenija, razvoj elektronske mikroskopije, imunofluorescencije i upotreba mrznutih sekcija tkiva poboljšali su detalje koji se mogu uočiti u tkivima. Pomoću ovih alata klasični izgled tkiva može se ispitati u pogledu zdravlja i bolesti, omogućavajući značajno poboljšanje medicinske dijagnoze i prognoze.

### Sistemi organa
Dva ili više organa koji rade zajedno u izvršavanju određene funkcije tela formiraju organski sistem, koji se još naziva i biološki sistem ili telesni sistem. Funkcije organskih sistema često imaju značajno preklapanje. Na primer, nervni i endokrini sistem deluju preko zajedničkog organa, hipotalamusa. Iz ovog razloga, dva sistema su kombinovana i proučavaju se kao neuroendokrini sistem. Isto važi i za mišićno-koštani sistem zbog odnosa mišićnog i skeletnog sistema.
Uobičajene oznake organskih sistema u biljkama uključuju razlikovanje izdanka i korena. Svi nadzemni delovi biljke (u neepifitima), uključujući funkcionalno različite listove i cvetne organe, mogu se klasifikovati kao sistem organa izdanaka.

## Vitalni ljudski organi
Vitalni ljudski organi su unutrašnji organi ljudskog tela koji su neophodni za održavanje života. Bez svih vitalnih organa i njihovog normalnog rada u ljudskom telu, normalni život i njegovo normalno održavanje su nemogući. U ove organe spadaju:
- mozak, koji reguliše bioritam disanja, srčanog pulsa, proizvodnje hormona, čulnih informacija i pokreta mišića
- srce, koje održava tok kiseonikom obogaćene krvi kroz telo
- pluća, koja udišu vazduh i prenose kiseonik u krv
- jetra, koja otklanja celularne otpatke iz krvi i prebacuje ih u mokraćnu bešiku
- drugi organi povezani s probavom hrane i njenog odstranjivanja iz tela su takođe vitalni u smislu dugoročnog opstanka. Međutim postoji mnogo ljudi koji žive bez važnih telesnih organa, poput bubrega, slezene ili dela creva.

## Biljke
Proučavanje biljnih organa je obuhvaćeno morfologijom biljaka. Organi biljaka se mogu podeliti na vegetativne i reproduktivne. Vegetativni biljni organi uključuju korenje, stabljike i listove. Reproduktivni organi su promenljivi. U cvetnim biljkama predstavljeni su cvetom, semenom i plodom. Kod četinara, organ koji nosi reproduktivne strukture naziva se šišarka. U drugim razdelima biljaka, reproduktivni organi se nazivaju strobili, kod Lycopodiophyta, ili jednostavno gametofori kod mahovina. Uobičajene oznake sistema organa u biljkama uključuju diferencijaciju izdanaka i korena. Svi delovi biljke iznad zemlje (kod neepifita), uključujući funkcionalno različite organe lista i cveta, mogu se zajedno klasifikovati kao sistem organa izdanaka.

## Literatura
- Boitano, Scott; Brooks, Heddwen L.; Barman, Susan M.; Barrett, Kim E. (2016). Ganong's Review of Medical Physiology. McGraw-Hill Education. ISBN 978-0-07-182510-8.
- Gray's anatomy: the anatomical basis of clinical practice. Editor-in-chief, Susan Standring (40th изд.). London: Churchill Livingstone. 2008. ISBN 978-0-8089-2371-8.
- Human Biology and Health. Upper Saddle River, NJ: Pearson Prentice Hall. 1993. ISBN 0-13-981176-1.
- Marieb, Elaine; Hoehn, Katja (2007). Human Anatomy & Physiology (7th изд.). Pearson Benjamin Cummings. стр. 142. ISBN 9780805359107.
- Moore, Keith L.; Dalley, Arthur F.; Agur Anne M.R. (2010). Moore's Clinically Oriented Anatomy. Phildadelphia: Lippincott Williams & Wilkins. стр. 2–3. ISBN 978-1-60547-652-0.
- „Nervous System”. Columbia Encyclopedia (6th изд.). Columbia University Press. 2001. ISBN 978-0-7876-5015-5.
- Maton, Anthe; Hopkins, Jean Susan; Johnson, Charles William; McLaughlin, Maryanna Quon; Warner, David; LaHart Wright, Jill (2010). Human Biology and Health. Prentice Hall. стр. 108—118. ISBN 978-0-13-423435-9.
- Publisher's page for Gray's Anatomy. 39th edition (UK). 2004. ISBN 0-443-07168-3. Архивирано из оригинала 20. 2. 2007. г. Приступљено 27. 3. 2007.
- „Publisher's page for Gray's Anatomy. 39th edition (US). 2004. ISBN 978-0-443-07168-3”. Архивирано из оригинала 9. 2. 2007. г. Приступљено 27. 3. 2007.
- Crang, R.C.; Lyons-Sobaski, S.; Wise, R.R. (2018) Plant Anatomy: A Concept-Based Approach to the Study of Seed Plants. Springer, New York, 725 pp.
- Eames, Arthur Johnson; MacDaniels, Laurence H (1947). An Introduction to Plant Anatomy (2nd изд.)... McGraw-Hill, New York, link (1st ed., 1925).
- Esau, Katherine (1965). Plant Anatomy (2nd изд.)... Wiley, New York.
- Meicenheimer, R. History of Plant Anatomy. Miami University, link.
- Cutler, D. F.; Gregory, M.; Rudall, P. (eds.) (1960-2014). Anatomy of the Monocotyledons. 10 vols. Oxford University Press.
- Goffinet, B.; Buck, W. R.; Shaw, J. (2008). Morphology, anatomy, and classification of the Bryophyta. In: Goffinet, B.; Shaw, J. (eds.). Bryophyte Biology, 2nd ed. Cambridge University Press, pp. 55–138 (1st ed., 2000, link).
- Jeffrey, E. C (1917). The anatomy of woody plants.. Chicago, The University of Chicago Press, link.
- Metcalfe, C.R.; Chalk, L. (1957). Anatomy of the Dicotyledons: Leaves, stem and wood in relation to taxonomy, with notes on economic uses. Oxford: Clarendon Press. 1500. стр. ,.. 2 vols.   (2nd ed., 1979-1998, 4 vols.).
- Schoute, J. C. (1938). Anatomy. In: Verdoorn, F. (ed.). Manual of Pteridology. Martinus Nijhoff, The Hague. pp. 65–104. link.
- Schweingruber, F. H.; Börner, A.; Schulze, E. (2011-2013). Atlas of Stem Anatomy in Herbs, Shrubs and Trees. 1. 2011 http://books.google.com/books?id=zM-cXwxNXtYC. Недостаје или је празан параметар |title= (помоћ). . 2. 2013 http://books.google.com/books?id=iSR70tSFi30C. Недостаје или је празан параметар |title= (помоћ). Springer-Verlag, Berlin, Heidelberg.
- Lambers, H. (1998). Plant physiological ecology. New York: Springer-Verlag. ISBN 0-387-98326-0.
- Larcher, W. (2001). Physiological plant ecology (4th изд.). Springer. ISBN 3-540-43516-6.
- Frank B. Salisbury; Cleon W. Ross (1992). Plant physiology. Brooks/Cole Pub Co. ISBN 0-534-15162-0.
- Lincoln Taiz, Eduardo Zeiger, Ian Max Møller, Angus Murphy: Fundamentals of Plant Physiology. Sinauer, 2018.
- Raven, P. H.; Evert, R. F. and Eichhorn, S. E.  Biology of Plants. 2005. ISBN 0-7167-1007-2. (7th edition) W. H. Freeman, New York, page 9,
- Hagemann, Wolfgang (1992). „The Relationship of Anatomy to Morphology in Plants: A New Theoretical Perspective”. International Journal of Plant Sciences. 153 (3(2)): S38–S48. JSTOR 2995526. S2CID 84816710. doi:10.1086/297062.
- Evert, Ray F.; Esau, Katherine (12. 9. 2006). Esau's Plant Anatomy: Meristems, Cells, and Tissues of the Plant Body: Their Structure, Function, and Development. Hoboken, New Jersey: Wiley. ISBN 0-471-73843-3.
- Howell, Stephen Herbert (1998). Molecular Genetics of Plant Development. Cambridge, England: Cambridge University Press. стр. xiii. ISBN 978-0-521-58784-6.
- Craig, Richard; Vassilyev, Andrey. „Plant Anatomy”. McGraw-Hill. Архивирано из оригинала 24. 7. 2010. г.

## Spoljašnje veze
- Gray, Henry (1918). „Anatomy of the Human Body”. Bartleby. Приступљено 4. 9. 2016.
- Systems Biology: An Overview by Mario Jardon: A review from the Science Creative Quarterly, 2005.
- Synthesis and Analysis of a Biological System, by Hiroyuki Kurata, 1999.
- It from bit and fit from bit.  On the origin and impact of information in the average evolution.   Includes how life forms and biological systems originate and from there evolve to become more and more complex, including evolution of genes and memes, into the complex memetics from organisations and multinational corporations and a "global brain", (Yves Decadt, 2000). Book published in Dutch with English paper summary in The Information Philosopher, http://www.informationphilosopher.com/solutions/scientists/decadt/
- Schmidt-Rhaesa, A. (2007). The Evolution of Organ Systems. Oxford: Oxford University Press,.